# Cryptomélane
Le cryptomélane est un minéral constitué d'un oxyde de manganèse et de potassium, de formule chimique K[MnIV7MnIII]O16.
En 1942, le nom cryptomélane a été proposé dans le cadre de travaux destinés à trier les minéraux oxyde de manganèse appelés psilomélane. Le cryptomélane a été identifié et défini sur la base d'études de cristallographie aux rayons X d'échantillons provenant de Tombstone en Arizona, Deming au Nouveau-Mexique, Mena en Arkansas et Philipsburg dans le Montana.
Le cryptomélane a été approuvé en 1982 par l'association internationale de minéralogie (IMA). Le topotype est le district de Tombstone, comté de Cochise en Arizona aux USA. Le nom vient des termes grecs pour "caché" et "noir", en référence à la confusion et à la difficulté de reconnaître les multiples minéraux oxyde de manganèse noirs appelés psilomélanes, nom donné collectivement au oxydes de manganèse durs,.
Il est d'occurrence assez commune dans les gisements de manganèse oxydés où il se trouve en remplacement et en remplissage de cavités dans des veines et des vugs. On le trouve en association avec la pyrolusite, la nsutite, la braunite, la chalcophanite, la manganite et plusieurs autres oxydes de manganèse.